# ウィンドワード海峡

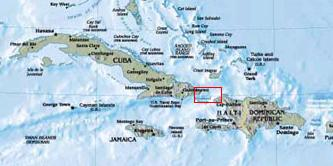
ウィンドワード海峡（赤枠）

ウィンドワード海峡（ウィンドワードかいきょう、Windward Passage）は、カリブ海上のキューバ島とイスパニョーラ島との間にある海峡である。キューバの東方、ハイチの北西に位置している。海峡の幅は80kmで、1700mの水深閾値(threshold depth)を有する。南のジャマイカ島とイスパニョーラ島の間はジャマイカ海峡（Jamaica Channel）である。
大西洋とカリブ海がこの海峡で結ばれており、パナマ運河とアメリカ東海岸の間の、輸送における直接経路となっている。
かつてはメキシコ（ヌエバ・エスパーニャ）からカリブ海を経て大西洋へ出てスペイン本国に向かう重要な航路であり、スペイン船を狙う海賊が出没する海域でもあった。イスパニョーラ島沖のウィンドワード海峡に浮かぶトルトゥーガ島は海賊の拠点でもあった。